# Conejo de Caerbannog
El conejo asesino de Caerbannog es un personaje ficticio de la película Monty Python and the Holy Grail. Creado por Graham Chapman y John Cleese, es el antagonista principal en una de las escenas. También apareció en Spamalot, musical que se vio beneficiado por su estatus icónico.
La escena del conejo guarda cierto paralelismo con Roman de Renart, en el que un enemigo se toma como una gran afrenta personal el haber sido derrotado por una feroz liebre:

Si li crachait en mi le vis

Et escopi par grant vertu.

La idea de incluir al lagomorfo en la película, procede de la fachada principal de la Catedral de Notre Dame, donde se puede ver como un caballero huye de un conejo. Dicho detalle, es una ilustración de la debilidad de un cobarde.

## Características y resumen

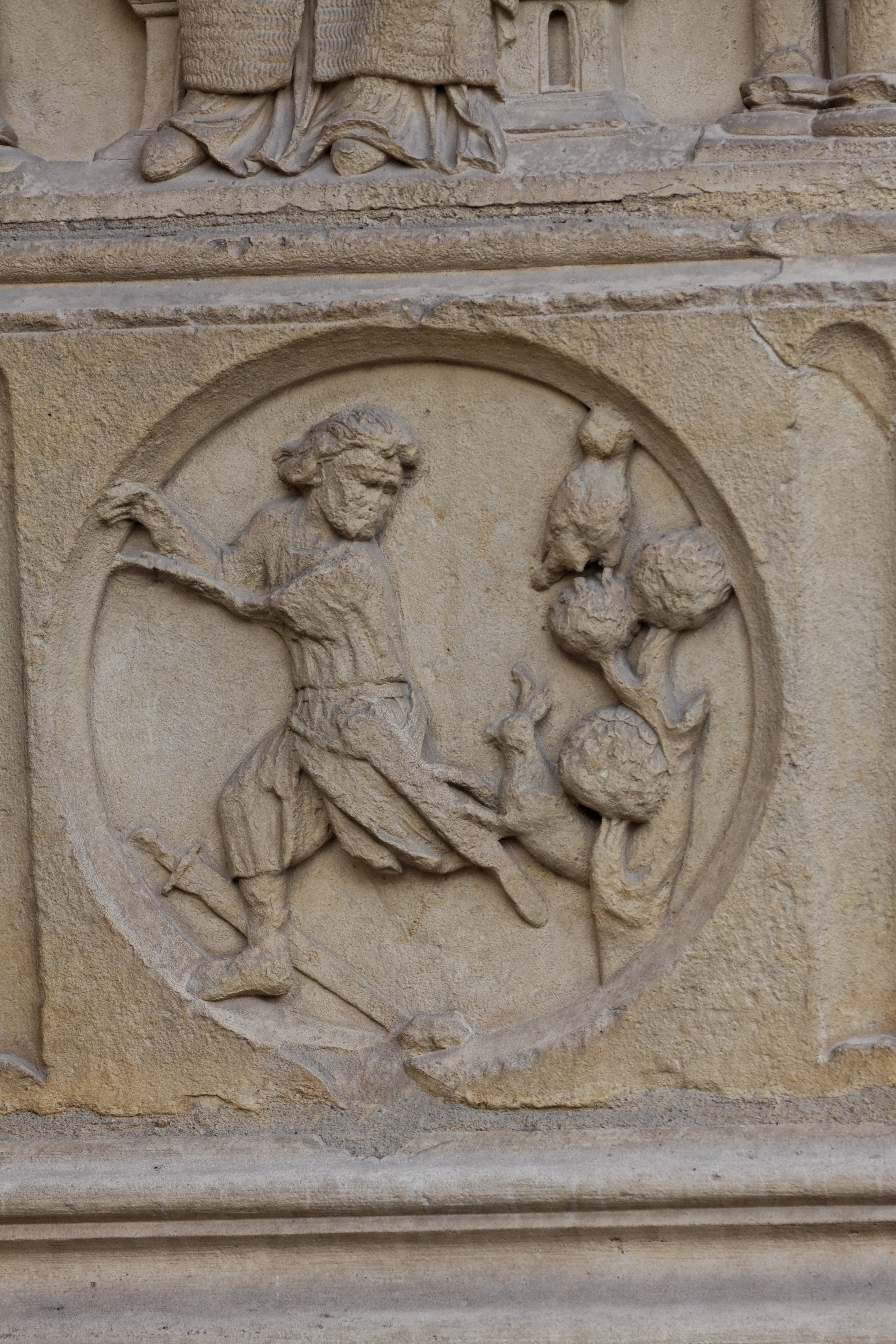
Fachada de Notre Dame

Durante la búsqueda del Santo Grial, los personajes principales, interpretados por los Monty Python, deben adentrarse en la Cueva de Caerbanog, hogar de la "legendaria bestia negra de Arrrghhh", nombrado así por el último desafortunado que se topó con ella. La entrada está custodiada por un "monstruo" todavía desconocido, aunque es descrito como "una bestia feroz sedienta de sangre" y "que no dudará en matar a quien se atreva a intentar entrar en la cueva". Para sorpresa de estos, el esperado monstruo resulta ser un conejo blanco, en apariencia, inofensivo. No obstante, el acompañante: Tim the Enchanter les avisa de que no deben fiarse. 
Sin embargo, las advertencias caen en saco roto, y el Rey Arturo ordena a un confiado Bors descuartizar al animal, el cual demuestra no ser tan afable como se pensaban, puesto que de un salto al cuello decapita a Bors.
A pesar del shock inicial, los caballeros se lanzan al ataque con el resultado del fallecimiento de Gawain y Ector. Sin esperanzas de hacerle ningún daño al roedor, Arturo ordena retirarse a sus hombres, aunque Sir Robin sugiere alejarse aún más.
A sabiendas de que no pueden arriesgarse más, buscan otra solución: matar a la "bestia" con la Santa Granada de Antioquia.

## Producción
La escena del conejo fue rodada en los exteriores de la mina de Tomnadashan, una cueva localizada a 6,5 km de Killin, Perthshire. Dos de los miembros de Monty Python: Michael Palin y Terry Jones fueron entrevistados para el 25 aniversario de la película, aunque no pudieron recordar la localización de la cueva.
En cuanto al conejo, se recurrió a uno de verdad y a un peluche para las escenas de acción.

## Recepción y merchandising
David Cheal de The Daily Telegraph se refirió a la película como la "mejor película de conejos". En una encuesta realizada en 2008 para establecer cual es el mejor conejo, este quedó en tercer lugar solo superado por Roger Rabbit y Frank.
En cuanto al merchandising del filme y de la versión musical, se han diseñado peluches, zapatillas de andar por casa y grapadoras entre otros productos relacionados con el personaje.
Desde GeekDad, Matt Blum valoró al peluche como el segundo más popular por detrás del peluche de Cthulhu.

## Incidente del conejo
A día de hoy, el conejo se utiliza como metáfora de algo que parece completamente inofensivo, pero que puede resultar letal. Algunos sucesos involucran animales como estos. En esta escena, el humor hace hincapié en como el individuo prejuzga lo que es seguro o peligroso.
Cuatro años después del estreno de la película, el entonces Presidente Jimmy Carter sufrió un incidente con un conejo del pantano mientras pescaba en un estanque. Dicho suceso fue denominado por la prensa a modo de mofa como "el ataque del conejo asesino".